# Đinh Nguyên
Đinh Nguyên (chữ Hán: 丁原; 140-190), tự Kiến Dương (建陽), là tướng nhà Đông Hán trong lịch sử Trung Quốc. Ông tham gia cuộc chiến quân phiệt đầu thời Tam Quốc và thất bại dưới tay Đổng Trác.

## Xuất thân
Đinh Nguyên xuất thân nhà nghèo, tuy vụng về nhưng rất gan dạ. Ông theo học cưỡi ngựa bắn cung. Ông được cất nhắc làm quan ở địa phương, đi trấn áp quân cướp, thường không ngại khó khăn nguy hiểm.
Dần dần ông được thăng tiến làm Thứ sử Tinh châu. Thủ hạ dưới trướng ông có hai người nổi tiếng là Lã Bố và Trương Dương. 
Trong tiểu thuyết Tam Quốc diễn nghĩa, La Quán Trung kể rằng Đinh Nguyên nhận Lã Bố làm con nuôi

## Chống Đổng Trác
Đầu năm 189, Hán Linh Đế mất, thái tử Biện lên nối ngôi, tức là Hán Thiếu Đế. Ngoại thích Đại tướng quân Hà Tiến nắm quyền phụ chính, mâu thuẫn với các hoạn quan. Do không thuyết phục được em gái là Hà thái hậu trừ bỏ hoạn quan, Hà Tiến sai người ra nói với Đinh Nguyên và tướng Đổng Trác đang đóng quân ở Hà Đông hãy mang quân vào Lạc Dương "giả làm phản đòi dẹp hoạn quan", với mục đích là dọa thái hậu phải bằng lòng bãi chức các hoạn quan.
Đinh Nguyên nhận lệnh, mang quân đến Lạc Dương trước, mang theo Lã Bố và Trương Dương. Hà Tiến điều động Trương Dương lên Thượng Đảng dẹp quân khởi nghĩa tại đây.
Tháng 8 năm 189, Hà Tiến theo ý kiến của thủ hạ là Viên Thiệu, vào cung Trường Lạc gặp Hà thái hậu đề nghị giết hết các hoạn quan. Tin lộ ra, hoạn quan Trương Nhượng cùng Đoàn Khuê vội huy động vài mươi quân lính cầm binh khí phục sẵn, đợi lúc Hà Tiến ra cửa cung bèn đổ ra bắt sống và giết chết.
Viên Thiệu mang quân đánh vào cung diệt từ các hoạn quan. Không lâu sau Đổng Trác kéo quân vào Lạc Dương, dùng vũ lực thao túng triều đình. Viên Thiệu phải bỏ chạy lên Bột Hải.
Đổng Trác thu luôn quân đội của Hà Tiến. Đinh Nguyên bất bình với Đổng Trác bèn mang quân bản bộ chống lại. Hai bên giao chiến, Đổng Trác gặp bất lợi, bèn dùng vàng bạc mua chuộc Lã Bố, xui Bố phản lại ông. Lã Bố nghe theo Đổng Trác, liền nhân lúc Đinh Nguyên không phòng bị, bất ngờ sát hại ông rồi mang quân về hàng Đổng Trác.
Sau này bộ tướng của ông là Trương Dương làm Thái thú quận Hà Nội, còn Lã Bố lại theo Vương Doãn, trở mặt giết Đổng Trác.

## Trong Tam Quốc diễn nghĩa
Trong tiểu thuyết Tam Quốc diễn nghĩa của La Quán Trung, Đinh Nguyên xuất hiện trong hồi thứ 3 trong cuộc đối địch với Đổng Trác. Ông bị Lã Bố sát hại khi đang xem sách ban đêm.